# Chuck Lloyd
Charles P. Lloyd jr., detto Chuck (Arlington Heights, 22 maggio 1947), è un ex cestista statunitense, professionista nella ABA.

## Carriera
Venne selezionato dai Seattle SuperSonics al decimo giro del Draft NBA 1970 (159ª scelta assoluta).